# Japansk taks
Japansk taks (Taxus cuspidata) er et træ med en bred og busket krone og mørkegrønne nåle. Der er udviklet et stort antal sorter af denne art, og derfor kan den findes dyrket i haver og parker. Alle dele af planten er stærkt giftige – med undtagelse af den røde frøkappe.

## Beskrivelse
Japansk taks er et stedsegrønt nåletræ med en bred og busket krone. Stammen er kort og hovedgrenene tykke og opstigende. Barken er først lysegrøn og furet, men senere bliver den brun med lyse striber. Gamle grene og stammer får en lysebrun bark, som løsner sig i aflange, gyldent farvede flager. Knopperne er spredt stillede, små og aflange med lysegrønne skæl. 
Nålene sidder stift opret på hver side af skuddet. De er linjeformede og let krummede med en pludseligt tilspidset afslutning. Oversiden er blank og mørkegrøn med en tydelig midterribbe, mens undersiden er lysegrøn med lyse kanter. Blomstringen foregår i maj-juni med de hanlige og de hunlige blomster på énkønnede individer (tvebo). Frugterne er bærlignende med en rød og saftig beskyttende kappe.
Rodsystemet består af kraftige hovedrødder og mange siderødder. 
Højde x bredde og årlig tilvækst: 20 x 25 m (20 x 25 cm/år)- dette gælder den vildtvoksende art, mens de fremavlede sorter har helt andre størrelser.

## Hjemsted
Japansk taks er hjemmehørende i det russiske Fjernøsten, på Kurilerne og Sakhalin, i Korea og det nordlige Kina samt på de nordlige øer i Japan. Overalt indgår den i den mellemste etage i de blandede skove. 
I området nordøst for Ussurifloden indgår arten i de blandede løv- og nåleskove, hvor den vokser sammen med bl.a. amurkorktræ, amurmaackia, Fraxinus mandshurica (en art af ask), fuglekirsebær, hjertebladet avnbøg, japansk elm, kalopanax, koreafyr, manchurisk valnød, mongolsk eg, monoløn, ribbet birk, Sorbus amurensis (en art af røn) samt Tilia amurensis og Tilia mandshurica (arter af lind)

## Sorter
- Japansk taks 'Nana' (Taxus cuspidata 'Nana')
- Japansk taks 'Nana Compacta' (Taxus cuspidata 'Nana Compacta')
- Japansk taks 'Nana van Nes' (Taxus cuspidata 'Nana van Nes')
- Japansk taks 'Nana Pyramidalis' (Taxus cuspidata 'Nana Pyramidalis')
- Japansk taks 'Skalborg' (Taxus cuspidata 'Skalborg')

| Portal | Portal:Botanik |